# چاپخش خصوصی
چاپخش خصوصی (انگلیسی: Private press)، این نوع چاپ و نشر را معمولاً فرد یا مؤسسات و مراکزی راه می‌اندازند تا آثاری را چاپ و پخش کنند که شاید به طریق دیگری قابل چاپ نباشند.

## دانشگاه نیوزلند
مطبوعات خصوصی در سه دانشگاه نیوزلند، فعال هستند: اوکلند (مطبوعات هالووی)، ویکتوریا (مطبوعات Wai-te-ata) و Otago (مطبوعات Otakou).

## نگارخانه

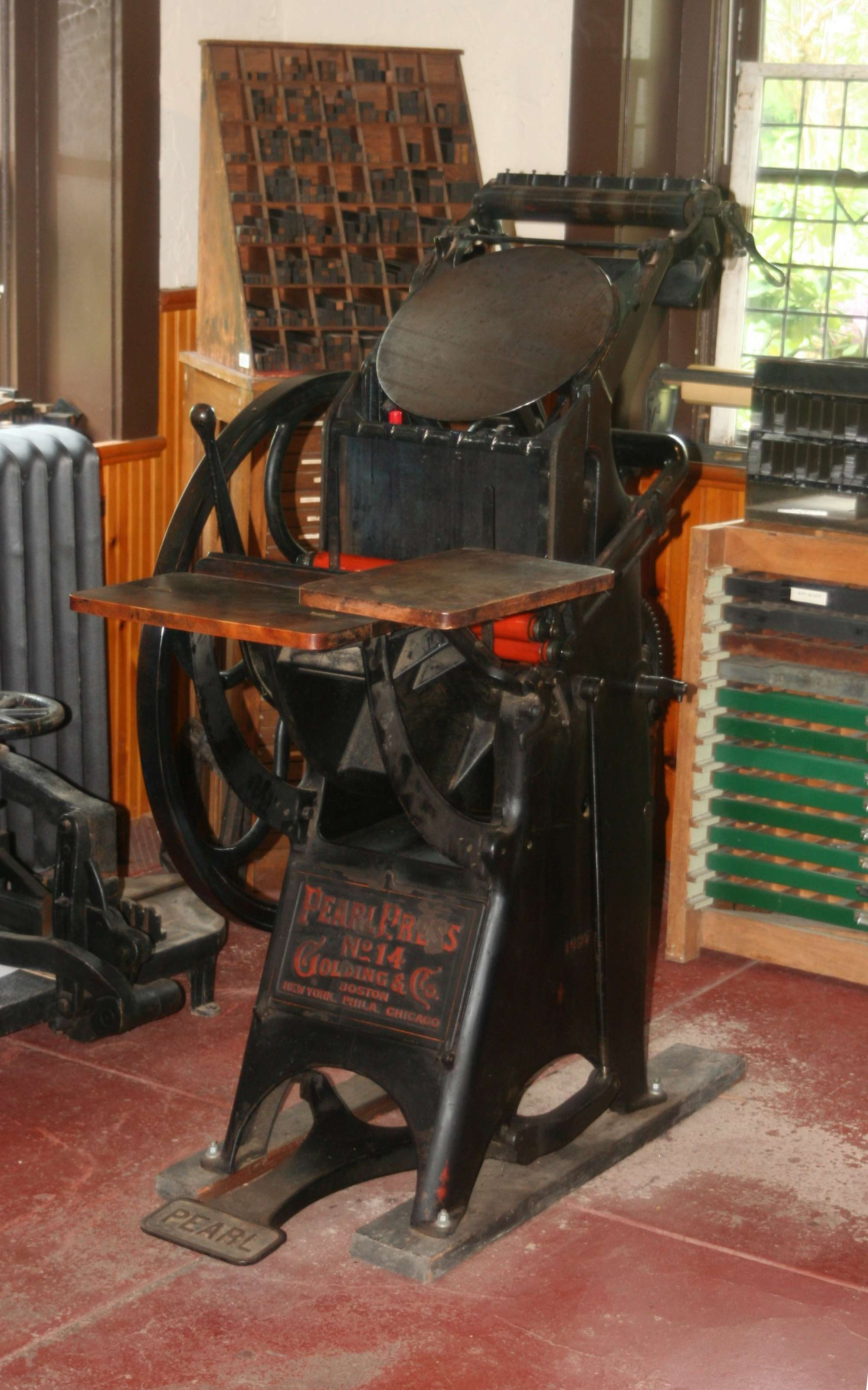
ماشین چاپ رویکرافت
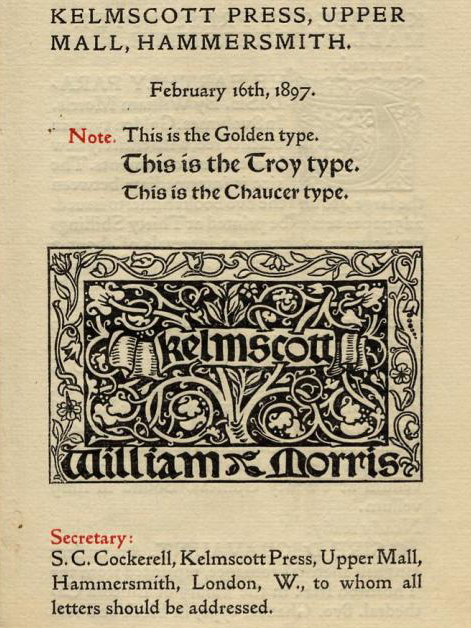
سبک‌های قلم Kelmscott Press
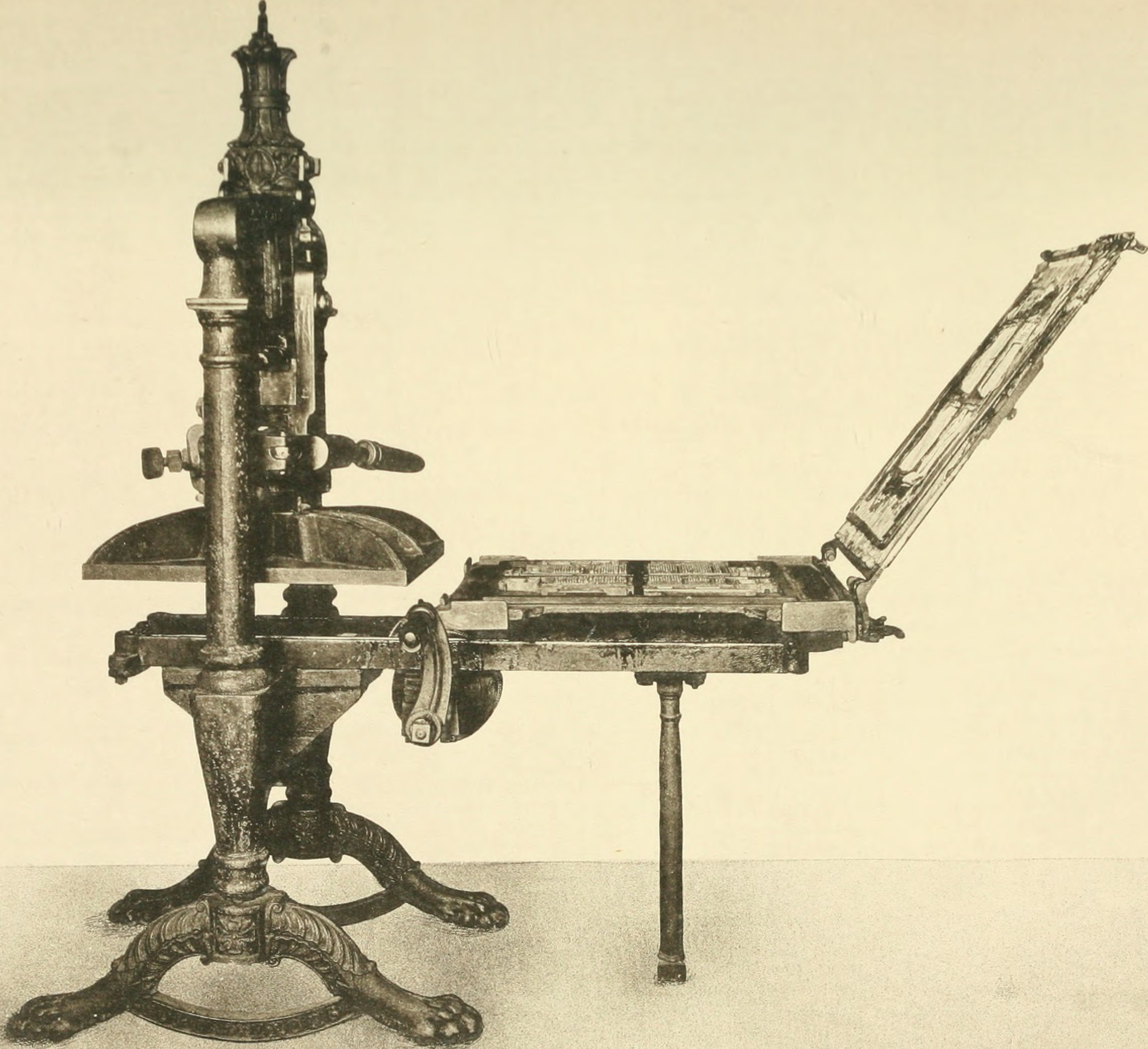
پرس آلبیون که توسط مطبوعات دانیل استفاده می‌شود